# パチュリー・ノーレッジ
パチュリー・ノーレッジ（Patchouli Knowledge）は、同人サークルの上海アリス幻樂団が制作した作品群『東方Project』に登場する架空のキャラクター。『東方紅魔郷』の4面ボスおよびEXTRA中ボスであり、レミリア・スカーレットの友人。種族は生まれながらの魔女であり年齢は100歳を超えている。

## 概要

### 人物像
紅魔館の図書館に引きこもっており、喘息持ちである。レミリア・スカーレットとは友人関係であるが初登場時はレミリアを「お嬢様」と呼んでいた。なお東方妖々夢のEDからは「パチェ」とあだ名で呼んでいる。

### 容姿
長い紫髪の先を青、赤のリボンでまとめ紫の縦縞が入ったゆったりとした服装をしている。その上からは薄紫の服を羽織り帽子はレミリア・スカーレットやフランドール・スカーレットが着用している物とほぼ同様の形をしたナイトキャップを被っており、帽子には三日月の飾りが付いている。

### 代表的なスペルカード

#### 東方紅魔郷
- 火符「アグニシャイン」
- 水符「プリンセスウンディネ」
- 木符「シルフィホルン」
- 土符「レイジィトリリトン」
- 金符「メタルファティーグ」
- 火符「アグニシャイン上級」
- 木符「シルフィホルン上級」
- 土符「レイジィトリリトン上級」
- 火符「アグニレイディアンス」
- 水符「ベリーインレイク」
- 木符「グリーンストーム」
- 土符「トリリトンシェイク」
- 金符「シルバードラゴン」
- 火＆土符「ラーヴァクロムレク」
- 木＆火符「フォレストブレイズ」
- 水＆木符「ウォーターエルフ」
- 金＆水符「マーキュリポイズン」
- 土＆金符「エメラルドメガリス」

#### 東方萃夢想
- 火金符「セントエルモピラー」
- 土水符「ノエキアンデリュージュ」
- 金木符「エレメンタルハーベスター」
- 日符「ロイヤルフレア」
- 月符「サイレントセレナ」
- 火水木金土符「賢者の石」

#### 東方文花帖
- 日＆水符「ハイドロジェナスプロミネンス」
- 水＆火符「フロギスティックレイン」
- 月＆木符「サテライトヒマワリ」
- 日＆月符「ロイヤルダイアモンドリング」

#### 東方緋想天
- 火金符「セントエルモピラー」
- 土水符「ノエキアンデリュージュ」
- 金木符「エレメンタルハーベスター」
- 月符「サイレントセレナ」
- 日符「ロイヤルフレア」
- 火水木金土符「賢者の石」
- 水符「ジェリーフィッシュプリンセス」
- 火符「アキバサマー」
- 月木符「サテライトヒマワリ」
- 日木符「フォトシンセシス」

#### 東方非想天則
- 火水符「フロギスティックピラー」
- 土金符「エメラルドメガロポリス」
- 日月符「ロイヤルダイアモンドリング」

### テーマ曲
- ヴワル魔法図書館
- ラクトガール  〜 少女密室
- 魔法少女達の百年祭